# 梅斯基特 (德克薩斯州)
梅斯基特（Mesquite, Texas）是美國德克薩斯州東北部的一個城市，屬達拉斯縣和考夫曼縣。面積112.6平方公里，2006年人口為131,447人。
1873年5月22日開埠，1887年12月3日設市。